# Wolfgang Plötz
Wolfgang Plötz (* 4. April 1836; † 30. November 1896) war ein Braumeister.

## Leben
Wolfgang Plötz war Braumeister bei der Augustinerbrauerei in München. Plötz war verheiratet mit Maria Riedmüller einer Zimmermannstochter aus Mehring. Deren einziger Sohn Baltasar war Braupraktikant in derselben Brauerei, als er mit 19 Jahren starb. Plötz war durch Immobiliengeschäfte zu Wohlstand gekommen und konnte es sich deshalb leisten 1884 als Begräbnisstätte für seinen Sohn die Grabstelle 54 in den Neuen Arkaden des Alten Südlichen Friedhofs zu erwerben.
Wolfgang Plötz selbst starb 1896 im Alter von 60 Jahren.

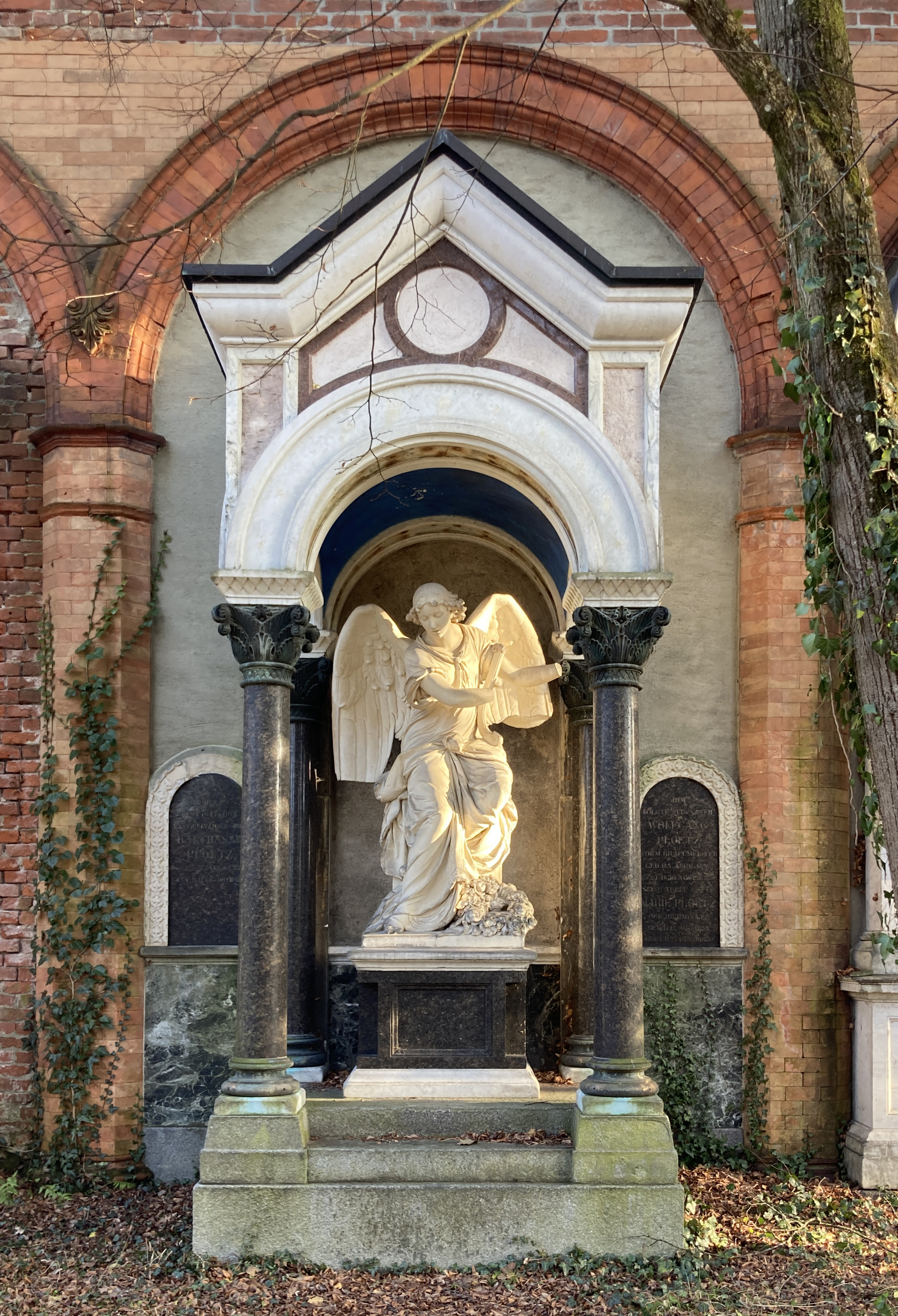
Grab von Wolfgang Plötz auf dem Alten Südlichen Friedhof in München

Die Grabstätte von Wolfgang Plötz befindet sich auf dem Alten Südlichen Friedhof in München (Neue Arkaden Platz 54 – gegenüber Gräberfeld 35) Standort. In dem Grab befindet sich auch der Sohn Baltasar Plötz (5. Januar 1865 – 11. Oktober 1884) und die Ehefrau Maria Plötz (12. August 1835 – 27. Dezember 1905). Mit dem Grabmalsentwurf beauftragte Plötz den Architekten und Mosaikgestalter Theodor Rauecker, der auch die Ausführung übernahm. Die lebensgroße Engelsgestalt aus Marmor unter einem auf vier Säulen ruhenden Tonnengewölbe wurde vom Bildhauer Ludwig Gamp gefertigt.